# Schrödersbusch
Das Wuppertaler Wohnquartier Schrödersbusch ist eines von neun Quartieren des Stadtbezirks Vohwinkel.

## Geographie
Das 2,03 km² große Wohnquartier ist nur spärlich besiedelt und grenzt im Norden an Vohwinkel-Mitte, im Westen an Westring und Höhe, im Süden an die Nachbarstadt Solingen und im Osten an Buchenhofen. Die Wupper trennt das Quartier von Sonnborn. Neben der namensgebenden Siedlung Schrödersbusch und dem Ortsbereich Hammerstein besteht das Wohnquartier aus den Außenortschaften und Höfen Sonnenberg, Schieten, Boltenheide, Frohental, Steeger Eiche und Mühlenpfad.
Die Bundesautobahn 46 durchtrennt das Wohnquartier, das im Süden vollständig bewaldet ist und als Klosterbusch zum Staatsforst Burgholz gehört. Auch nördlich der Autobahn finden sich mit dem Vohwinkeler Stadtwald vorwiegend Grünzonen. Während der Norden auf Wupperniveau liegt, steigt das Gelände nach Süden hin stark an.
In dem Wohnquartier befindet sich die Pina-Bausch-Gesamtschule (ehemals Gesamtschule-Vohwinkel). An der Wupper hat sich schon im 19. Jahrhundert Industrie angesiedelt. Kulturhistorisch bedeutsam ist das ehemalige Rittergut Hammerstein.